# Manxman
Die Manxman ist eine Ro-Pax-Fähre der Isle of Man Steam Packet Company.

## Geschichte
Das am 31. Juli 2020 bestellte Schiff wurde unter der Baunummer 8311 auf der Werft Hyundai Mipo Dockyard für die Isle of Man Steam Packet Company gebaut. Der Bau des Schiffes, der 78 Mio. £ kostete, begann mit dem ersten Stahlschnitt am 20. August 2021. Die Kiellegung fand am 24. Dezember 2021, das Aufschwimmen im Baudock am 14. Juni 2022 statt. Fertigstellung und Ablieferung des am 3. Mai 2023 getauften Schiffes erfolgten am 11. Mai 2023. Anschließend wurde das Schiff auf einer mehrwöchigen Reise zur Isle of Man überführt, wo es im Juli ankam.
Der Schiffsentwurf stammte vom britischen Schiffsarchitekturunternehmen Houlder, die Bauaufsicht wurde von Sea Quest Marine durchgeführt.
Das Schiff verkehrt auf der Fährverbindung zwischen Douglas auf der Isle of Man und Heysham in England. Zeitweise soll es auch auf den Fährverbindungen zwischen Douglas und Belfast in Nordirland bzw. Douglas und Liverpool in England eingesetzt werden. Nach einer Anfangsphase, in der die Manxman auf der Tagesabfahrt und die Ben-my-Chree weiterhin auf der Nachtabfahrt eingesetzt wird, soll die Manxman die Ben-my-Chree ersetzen, die in Zukunft als Ersatzschiff dienen soll.
Das Schiff wurde im Mai 2024 auf der Shippax Ferry Conference mit dem „Shippax Award 2024“ ausgezeichnet.

## Technische Daten und Ausstattung
Das Schiff verfügt über einen Hybridantrieb aus dieselelektrischem und Batterieantrieb. Für die Stromerzeugung stehen zwei Achtzylinder- und zwei Zehnzylinder-Viertakt-Dieselmotoren des Typs Wärtsilä 31 zur Verfügung, die jeweils einen Generator antreiben. Zwei der Generatoren verfügen über eine Scheinleistung von jeweils 5287 kVA, die anderen beiden über jeweils 6608 kVA. Die beiden elektrischen Antriebsmotoren mit jeweils 7850 kW Leistung, die auf zwei Propeller wirken, und das Bordnetz werden von den Generatoren gespeist. Überschüssige Energie kann in Akkumulatoren gespeichert werden und steht bei höherem Energiebedarf sowie für den Hafenbetrieb zur Verfügung. Das Schiff ist mit drei elektrisch mit jeweils 1200 kW Leistung angetriebenen Bugstrahlrudern ausgestattet.
Das Schiff verfügt über zwei Fahrzeugdecks auf Deck 3 und 5. Das Fahrzeugdeck auf Deck 3 ist über eine Heckrampe zugänglich. Diese kann mit maximal 100 t belastet werden. Auf den Fahrzeugdecks stehen auf 4950 m² 1350 Spurmeter für 237 Pkw und 75 Lkw bzw. Auflieger zur Verfügung.
Die Einrichtungen für die Passagiere sind auf den Decks 7 und 8 untergebracht. Auf Deck 7 befinden sich unter anderem ein Restaurant und Cafe, auf Deck 8 mehrere Aufenthaltsräume, darunter auch ein Bereich mit Ruhesesseln, sowie 40 Zwei- und Vierbettkabinen, von denen einige über einen Balkon verfügen. Die Kapazität des Schiffes beträgt 949 Passagiere. Die Brücke befindet sich im vorderen Bereich des Schiffes auf Deck 9. Sie ist über die gesamte Breite geschlossen. Zur besseren Übersicht bei An- und Ablegemanövern und dem Navigieren in engen Fahrwassern gehen die Nocken etwas über die Schiffsbreite hinaus.